# Louise Portal

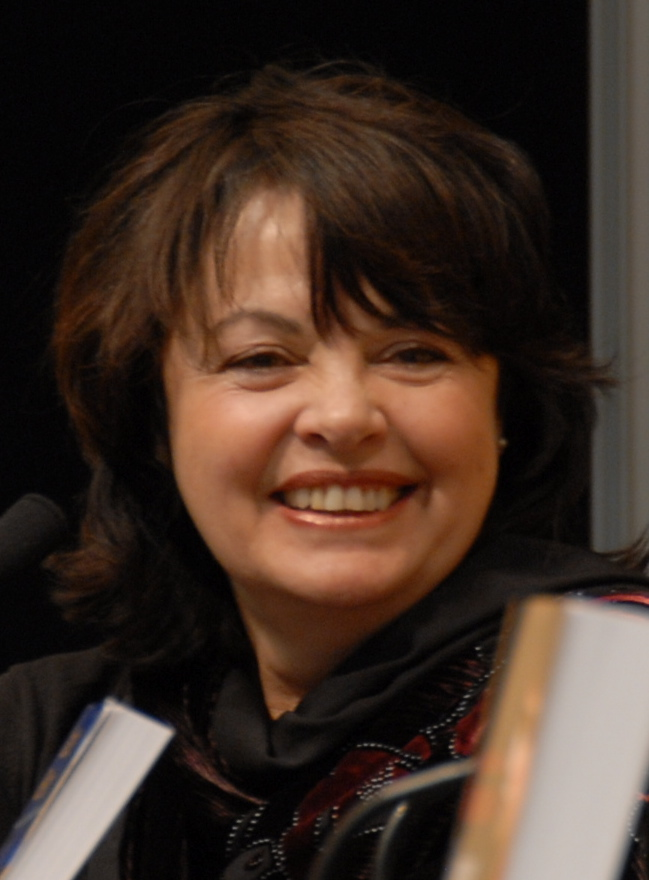
Louise Portal (2010)

Louise Portal (* 12. Mai 1950 in Chicoutimi, Québec als Louise Lapointe) ist eine kanadische Schauspielerin, Sängerin und Schriftstellerin.

## Leben
Louise Portal wurde als Louise Lapointe geboren. Ihre Zwillingsschwester war die Schauspielerin Pauline Lapointe (1950–2010). Beide waren die ältesten von fünf Kindern. Ihre jüngeren Schwestern sind die Songwriterin Genevieve und Priscilla, die schreibt, komponiert und Musik und Gesang unterrichtete. Der jüngere Bruder Dominique Lapointe ist Journalist, Produzent und Moderator bei Radio-Canada. Ihr Vater war der Arzt Marcel Lapointe (1920–1980), der unter dem Pseudonym Marcel Portal als Schriftsteller, Dichter und Maler bekannt war.
Nachdem sie beim ersten Versuch, Schauspielerin zu werden, von der Schauspielschule noch abgelehnt wurde, begann sie ein Jahr später 1969 ihr Studium an der renommierten Conservatoire d'art dramatique de Montréal, welches sie 1971 beendete. Zusätzlich studierte sie von 1986 bis 1989 im Actors Studio in New York City.
Als Schauspielerin debütierte sie in dem 1972 erschienenen und von Mireille Dansereau inszenierten Drama La vie rêvée an der Seite von Véronique Le Flaguais und Marc Messier. International bekannt wurde sie vor allen Dingen durch ihre Rollen in Der Untergang des amerikanischen Imperiums, Die Invasion der Barbaren und In den Süden. Sie war für Cordélia und Sous-sol jeweils als Beste Hauptdarstellerin für den kanadischen Filmpreis Genie Award nominiert und konnte ihn für ihre Darstellung in Der Untergang des amerikanischen Imperiums als Beste Nebendarstellerin gewinnen.
Seit dem 13. Mai 1995 ist sie mit dem Schriftsteller Jacques Hébert verheiratet.

## Filmografie (Auswahl)
- 1972: La vie rêvée
- 1979: Der Schrei aus der Stille (Mourir à tue-tête)
- 1980: Cordélia
- 1984: Großstadthölle – Gehetzt und gejagt (Les fauves)
- 1986: Der Untergang des amerikanischen Imperiums (Le déclin de l’empire américain)
- 1995: Rettung aus der weißen Hölle (Mayday)
- 1996: Sous-sol
- 2003: Die Invasion der Barbaren (Les invasions barbares)
- 2004: Alptraum einer Sommernacht (Elles étaient cinq)
- 2005: In den Süden (Vers le sud)
- 2009: A Happy Man (Le bonheur de Pierre)
- 2010: Lance et compte
- 2011: Le bonheur des autres
- 2015: Le garagiste
- 2015: Paul à Québec
- 2018: Il pleuvait des oiseaux (nach dem gleichnamigen Roman von Jocelyne Saucier)
- 2018: Everything Outside
- 2020: The Mother Eagle
- 2021: Hitman Confessions (Confessions)
- 2021: Leitfaden für die perfekte Familie (Le Guide de la famille parfaite)

## Diskografie
- 1981: Portal
- 1983: Portal évadée
- 1985: Délire
- 1989: Louise Portal
- 2005: L'âme à la tendresse

## Werke
- 1979: Où en est le miroir
- 1981: Jeanne Janvier
- 1981: L’enchantée
- 2001: Portal en chansons — poésie
- 2002: Cap-au-Renard
- 2004: L’actrice
- 2005: Les mots de mon père
- 2007: L’angélus de mon voisin sonne l’heure de l’Amour
- 2008: Ulysse et Pénélope — litt. jeunesse
- 2009: Souvenirs d’amour: le journal de mes vingt ans
- 2010: La Promeneuse du Cap
- 2010: Juliette et Roméo